# Alfredo Fiorini
Alfredo Fiorini (ur. 5 września 1954 w Terracina, zm. 24 sierpnia 1992) – włoski kombonianin, Sługa Boży Kościoła katolickiego.

## Życiorys
Był najstarszym z czworga dzieci Tildy z d. Bracconi i Elio Fioriniego. Pochodził z religijnej rodziny. Od dzieciństwa uczęszczał do grupy młodzieżowej w Akcji Katolickiej, którą prowadził jego ojciec. Studiował medycynę na Uniwersytecie w Sienie, a w dniu 23 lipca 1980 roku ukończył studia. 
W międzyczasie poznał braci kombonianów, którzy przedstawiali swoje dzieło misyjne w Afryce. Rozpoczął studia w seminarium duchownym we Florencji. 17 maja 1986 roku złożył śluby czystości. Po spędzeniu dziesięciu miesięcy w Anglii na nauce języka angielskiego został wysłany do seminarium duchownego w Ugandzie. Następnie powrócił do Włoch, gdzie uczestniczył w kilku szkoleniach nt. AIDS i chorób tropikalnych. Pod koniec 1989 roku został wysłany przez przełożonych do Mozambiku. Pracował nad utworzeniem lokalnych struktur pomocy medycznej oraz pomagał chorym i rannym w wyniku trwającej wówczas wojny domowej pomiędzy ugrupowaniami Renamo i Frelimo.
W dniu 24 sierpnia 1992 roku, gdy jechał do szpitala w Aula, wpadł w zasadzkę w wiosce został zabity przez partyzantów z serią strzałów karabinu maszynowego. Został pochowany w kościele św. Dominika Savio. W 1999 roku rozpoczął się jego proces beatyfikacyjny.